# Scolopax
Scolopax – rodzaj ptaków z podrodziny słonek (Scolopacinae) w rodzinie bekasowatych (Scolopacidae).

## Zasięg występowania
Rodzaj obejmuje gatunki występujące w Eurazji, Australazji, Ameryce Północnej oraz na wyspach wschodniego Atlantyku – Maderze, Azorach i Wyspach Kanaryjskich.

## Morfologia
Długość ciała 25–40 cm; masa ciała 116–541 g; rozpiętość skrzydeł 40–66 cm. 

## Systematyka

### Etymologia
- Scolopax: łac. scolopax, scolopacis „bekas, słonka”, od gr. σκολοπαξ skolopax, σκολοπακος skolopakos „słonka”, od ασκαλωπας askalōpas lub ασκαλοπας askalopas „słonka”[12].
- Rusticola: epitet gatunkowy Scolopax rusticola Linnaeus, 1758; łac. rusticula „ptak łowny” wspomniany przez Pliniusza i Marcjalisa, identyfikowany przez niektórych autorów jako cietrzew lub kuropatwa[12]. Gatunek typowy: Scolopax rusticola Linnaeus, 1758.
- Rubicola: wariacja (być może błąd w pisowni) nazwy rodzaju Rusticola Vieillot, 1816[12]. Gatunek typowy: Scolopax minor J.F. Gmelin, 1789.
- Microptera: gr. μικροπτερα mikroptera „o małych skrzydłach”, od μικρος mikros „mały”; πτερος -pteros „-skrzydły”, od πτερον pteron „skrzydło”[12]. Gatunek typowy: Scolopax minor J.F. Gmelin, 1789.
- Philohela: gr. φιλος philos „miłośnik”, od φιλεω phileō „kochać”; ἑλος helos „bagno”[12]. Gatunek typowy: Scolopax minor J.F. Gmelin, 1789.
- Neoscolopax: gr. νεος neos „nowy”; rodzaj Scolopax Linnaeus, 1758[12]. Gatunek typowy: Scolopax rochussenii Schlegel, 1871.
- Parascolopax: gr. παρα para „blisko”; rodzaj Scolopax Linnaeus, 1785[12]. Gatunek typowy: Scolopax saturata Horsfield, 1821.

### Podział systematyczny
Do rodzaju należą następujące gatunki:
- Scolopax rusticola Linnaeus, 1758 – słonka zwyczajna
- Scolopax mira E. Hartert, 1916 – słonka falista
- Scolopax saturata Horsfield, 1821 – słonka rdzawa
- Scolopax rosenbergii Schlegel, 1871 – słonka nowogwinejska
- Scolopax bukidnonensis Kennedy, T. Fisher, Harrap, Diesmos & Manamtam, 2001 – słonka filipińska
- Scolopax celebensis Riley, 1921 – słonka celebeska
- Scolopax rochussenii Schlegel, 1866 – słonka złotawa
- Scolopax minor J.F. Gmelin, 1789 – słonka amerykańska